# ماهی بلندباله

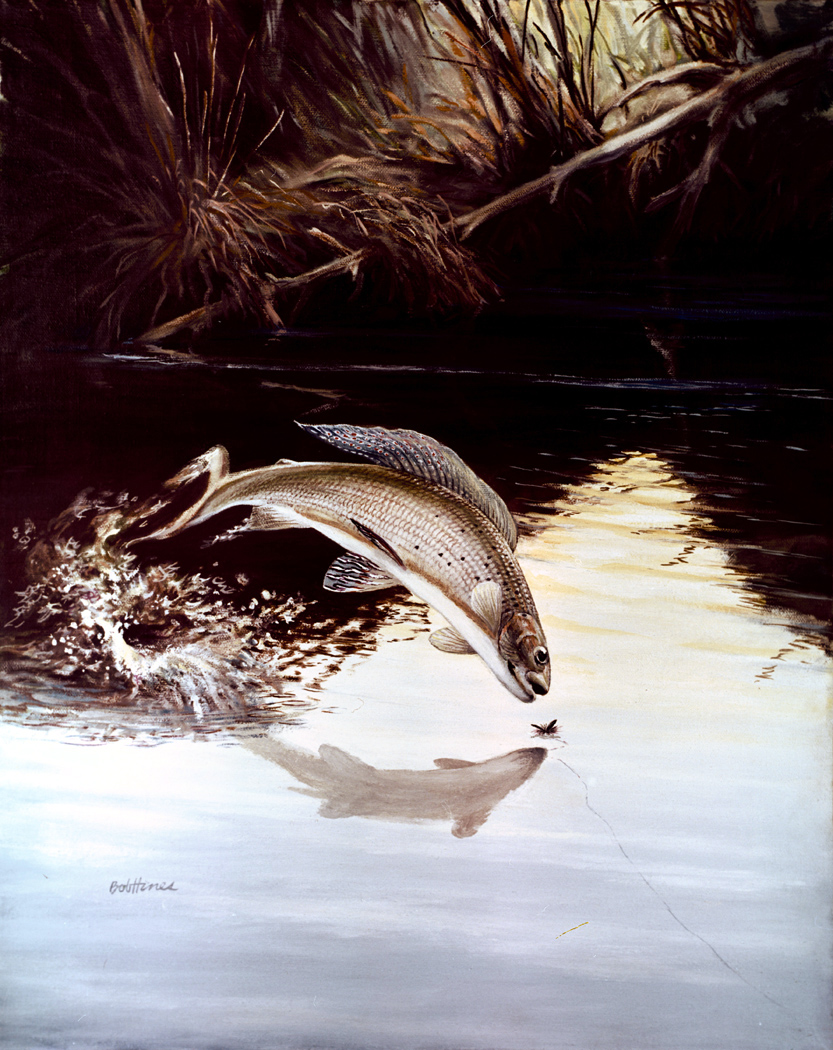
پرش یک بلندباله قطبی برای گرفتن یک طعمهٔ ماهیگیری.

ماهی بلندباله (Thymallus) نام سرده‌ای از ماهیان آب شیرین از خانواده آزادماهیان (Salmonidae) و زیرخانوادهٔ بلندبالگان (Thymallinae) است.

## مشخصات
بهترین نشانه و ویژگی این ماهی، بلندی باله پشتی به‌ویژه در ماهی نر است. سر کوچک و پوزه نوک تیز است به علاوه پوزه و فک بالائی از فک پایین بزرگترند. شکاف دهانی کوچک و تا قسمت جلوی چشم ادامه دارد. از بدن این ماهی، بوئی مانند تیامین استشمام می‌شود و نام علمی آن نیز با نام تیامین مربوط است.
طول بدن ماهی بلند باله سه ساله تقریباً ۳۰ سانتی متر است و وزن آن به ۲۵۰ گرم می‌رسد. این ماهیان به‌ندرت به طول بیش از ۵۰ سانتی متر می‌رسند. حدود تقریبی سن و وزن در آن‌ها برابر ۷-۱۴ سال و ۱ کیلو گرم می‌باشد. نهایت طول این ماهیان ۶۰ سانتی متر است که در این هنگام به حداکثر وزن خود بین ۲-۳ کیلو گرم می‌رسند.

## زیست‌شناسی
ماهی بلندباله در آبهایی که دارای اکسیژن محلول فراوانند و زلال و سردند زندگی می‌کند. این ماهی به صورت دسته‌هایی در رودخانه و دریا زندگی می‌کند و در سطح آب به شکار می‌پردازد. ماهی بلند باله در دریاچه‌های کشورهای روسیه، سوئد، نروژ، انتشار دارد و حتی در سواحل سوئد و فنلاند نیز که آب لب شور دارند دیده می‌شوند.
زمان تخم‌ریزی آن‌ها بین ماه‌های اسفند تا اردیبهشت است. در این هنگام رنگ بدن هر دو جنس تغییر می‌کند. باله پشتی به رنگ بنفش متمایل به قرمز با نوارهای سبزرنگ در می‌آید و رنگ سایر نقاط بدن تیره می‌شود. تخم‌ریزی در محل کم‌عمق که دارای بستر شنی است انجام می‌گیرد.
این ماهیان برای تخم ریزی مهاجرتی به معنای واقعی انجام نمی‌دهند. ماهیانی که در دریا زندگی می‌کنند یا در سواحل در نقاط معینی تخم‌ریزی می‌کنند یا با طی مسافت کوتاهی وارد رودخانه شده و در آنجا به این عمل مبادرت می‌ورزند. برای تخم ریزی، ماهی ماده یک گودال کوچک حفر می‌کند، ابتدا جنس ماده در داخل گودال تخم ریزی می‌کند و سپس جنس نر بر روی آن اسپرم‌ریزی می‌کند.
و پس از انجام این عملیات معمولاً هر دو جنس گودال مربوط را با شن پر می‌کنند. تعداد تخم‌ها ۳-۶ هزار عدد است. قطر تخم‌ها ۳-۴ میلی‌متر و دوره انکوباسیون آن‌ها تقریباً ۲-۴ هفته می‌باشد لاروها پس از خروج از تخم در میان سنگ‌ها پنهان می‌شوند.

## ارزش اقتصادی
ماهیان بلند باله اگر چه دارای گوشت لذیذی هستند ولی از نظر اقتصادی و شیلاتی اهمیت چندانی ندارند. و بیشتر صید ورزشی مناسب هستند